# 十三道沟河
十三道沟河，位于中华人民共和国吉林省长白朝鲜族自治县境内，是鸭绿江右岸支流，发源于长白县十四道沟镇北部望天鹅峰南麓，蜿蜒向南流经十二道沟镇大湖、中和等村屯，最后于十三道沟村注入鸭绿江。河长26.6千米，河道平均比降29.7‰，流域面积150平方千米，年均径流量0.675亿立方米。流域内东西两侧分水岭地势险峻，山峦重叠，沟壑纵横。河两侧高山连绵起伏，生长有天然次生林，生长繁茂，森林覆盖率为82%。河谷宽50～500米不等，河道弯曲，河槽窄深，宽5～20米。十三道沟河建有十三道沟三级水电站和森泉电站（四级站），总装机容量5780千瓦，设计年发电量1395万千瓦时。